# Carales maculicollis
Carales maculicollis là một loài bướm đêm thuộc phân họ Arctiinae, họ Erebidae.